# Кіц Костянтин Ігорович
Костянтин Ігорович Кіц — український відеооператор, фотограф, солдат Збройних сил України, учасник російсько-української війни. Кавалер ордена «За мужність» III ступеня (2022, посмертно).

## Життєпис
Костянтин Кіц народився 4 листопада 1974 року у Луцьку.
Працював відеооператором луцького телеканалу «Аверс».
У 2015—2016 роках боронив Україну від російських військ.
5 березня 2015 року нагороджений нагрудним знаком Збройних сил України «Гідність та честь».
8 березня 2022 року мобілізований до Збройних сил України. Був діловодом. За іншими даними 7 березня був направлений на Черкащину, бо саме там формувалася бригада. Після того воював під Сєвєродонецьком.
Загинув 17 травня 2022 року біля населеного пункту Яковлівка на Донеччині. За іншими даними приміщення, де у місті Бахмут, що на Донеччині, він перебував, піддалося бомбардуванню. Кіц опинився під завалами. Його намагалися врятувати, але він помер у реанімації.
Похований 25 травня 2022 року на Алеї почесних поховань у Гаразджі.
Залишились дружина та двоє синів.

## Нагороди
- орден «За мужність» III ступеня (6 червня 2022, посмертно) — за вагомий особистий внесок у розвиток вітчизняної журналістики та інформаційної сфери, мужність і самовідданість, виявлені під час висвітлення подій повномасштабного вторгнення Російської Федерації на територію України, багаторічну сумлінну працю та високу професійну майстерність[4].